# Omphale cumbrensis
Omphale cumbrensis är en stekelart som beskrevs av Christer Hansson 1997. Omphale cumbrensis ingår i släktet Omphale och familjen finglanssteklar. Inga underarter finns listade i Catalogue of Life.